# 好朋友 CHRISTMAS
《好朋友 CHRISTMAS》是韓國KBS N頻道所製作的節目《好朋友（어깨동무）》為因應耶誕節的到來於2010年12月15日發行的慈善單曲。

## 概述
- 歌曲由節目主持人김성주、김진和皇甫惠貞以及友情參與的Can、이지혜、유채영、소리、TOUCH等演唱[2]。專輯封面則是由韓國藝術家한젬마設計繪成。
- 2010年12月16日於韓國明洞樂天百貨前為幫助弱勢團體現場義賣CD及2011年桌曆[3]。

## 曲目
| 曲序 | 曲目           | 作曲   | 时长 |
| ---- | -------------- | ------ | ---- |
| 1.   | Love Christmas | 김형석 | 3:41 |

曲目介紹
- 是由曾為金健模、申昇勳、成始璄、寶兒等亞洲最高的歌手們作曲且擔任戲劇《All In 真愛賭注》、《他們的世界》的製作人김형석提供的曲目。